# Sesbania formosa
Sesbania formosa är en ärtväxtart som först beskrevs av Ferdinand von Mueller, och fick sitt nu gällande namn av Nancy Tyson Burbidge. Sesbania formosa ingår i släktet Sesbania och familjen ärtväxter. Inga underarter finns listade i Catalogue of Life.